# Ekofa Mbungu
Ekofa Mbungu (né le 24 novembre 1948 à l'époque au Congo belge, aujourd'hui en République démocratique du Congo) est un joueur de football international congolais (RDC), qui évoluait au poste d'attaquant.

## Biographie

### Carrière en sélection
Avec l'équipe du Zaïre, il joue 2 matchs (pour un but inscrit) entre 1974 et 1976. Il figure dans le groupe des sélectionnés lors de la coupe du monde de 1974.
ll participe également à la CAN de 1974.

## Palmarès
Zaïre
- Coupe d'Afrique des nations (1) :
  - Vainqueur : 1974.